# L. de Rooy van Heerlen
L. de Rooy van Heerlen (Heerenveen, 26 december 1875 – Hilversum, 10 maart 1942) was het pseudoniem van Pieter Valkhoff, bijzonder hoogleraar Franse letterkunde aan de universiteit van Utrecht. Onder deze schuilnaam publiceerde hij twee boeken: Droomliefde en Het Liefdeleven van Leo Trelong.

## Wetenschap
Valkhoff publiceerde veel over Franse literatuur. Als erkenning van die publicaties werd hij in 1918 benoemd tot eredoctor in Groningen. Nog in hetzelfde jaar werd hij benoemd tot privaatdocent aan de Universiteit Utrecht. Die aanstelling werd in 1924 omgezet in een bijzonder hoogleraarschap in de Franse letterkunde. Valkhoff publiceerde veel artikelen over diverse schrijvers: Flaubert, Lamartine, Baudelaire, Rimbaud, Voltaire, Huysmans, Zola, Belle van Zuylen en anderen. Hij enthousiasmeerde velen voor de Franse literatuur.